# Răut
Il Răut (in russo e in ucraino Реут?, Reut; in yiddish רעװעט‎?) è un fiume della Moldavia, affluente di destra del Nistro. Ha una lunghezza di 286 km ed un bacino idrografico di 7 760 km².
Attraversa le cittadine di Bălți, Orhei e Florești e sfocia nel Nistro presso Dubăsari.